# Molenweg 49 (Baarn)
Molenweg 49 is een gemeentelijk monument in Baarn in de provincie Utrecht.
Het gebouw uit 1912 was een chauffeurswoning met garage. Het werd net als het pand Molenweg 41 gebouwd in opdracht van C.A.A. van der Wijk, de bewoner van Villa Parkwijk aan de Wilhelminalaan.
Het gebouw bestaat uit twee delen die haaks op elkaar zijn gebouwd. Aan de gevels zijn betimmeringen aangebracht van vakwerk dat doet denken aan de Engelse landhuisstijl.